# Римска митология
Римска митология се нарича сборът от митове, съставящи вярванията на обитателите на Древен Рим. Римската митология може да се разглежда като съставена от две части, едната е по-късна и има заемки от гръцката митология, а другата е по-ранна близка до окултизма. По-известна легенда е тази за създаването на Рим от наследниците на троянския герой Еней – Ромул и Рем, синове на весталката Рея Силвия и бог Марс.

## Римски богове
Много хора мислят, че римската митология е заимствана изцяло от гръцката, но не е така. Римската митология е много по-зависима от империята, нейните успехи, а и също от много променения бит на хората. Някои божества са:
- Юпитер Оптимус Максимус (Всеблаг Всемогъщ) - богът гръмовержец, съответства на Зевс. В Рим той е по-скоро цар на боговете.
- Марс Ултор - богът на войната (Арес), покровител на Рим и военните му успехи. Баща на Ромул и Рем.
- Сатурн - бащата на боговете, съответства на титана Кронос
- Венера - богинята на любовта и красотата, Афродита
- Меркурий - богът-вестоносец, Хермес
- Нептун - богът на моретата, Посейдон
- Плутон - бог на подземното царство и въобще богатствата му (от гръцкото πλοῦτος - богатство), Плутос или Хадес
- Тривия - богиня на кръстопътищата и магията
- Минерва - Атина Палада, в римската митология тя е само богиня на изкуствата и знанието
- Диана - Артемида, богинята на лова и стрелбата
- Белона - богинята на войната (от bellum - война)
- Бакхус - богът на виното и лозята, Дионис
- Веста - богинята на домашното огнище, Хестия. Храмът на Веста е един от извечните символи на Древен Рим.
- Юстиция - богинята на справедливостта, Дике или Темида
- Юнона - богинята на брака, жена на Юпитер, Хера
- Виктория - богинята на победата, Нике
- Фортуна - богиня на случая, късмета, случайността, Тюхе
- Сирийската богиня (Атаргатис)
- Кибела (Берецинтия)
- Диес - римска богиня на Деня. Гръцки еквивалент: Хемера
- Сомн- римски бог на съня. Гръцки еквивалент: Хипнос